# 31006
«31006» — студийный альбом украинской инди-поп-певицы Dakooka, вышедший в 2021 году.

## Запись альбома
По словам Екатерины Ерёменко, работа над новым альбомом заняла у неё два года. Пластинка «31006» вышла вслед за двумя мини-альбомами «Так интереснее» (2020) и «Ktsh 3.10.06» (2021), а также сборником «Да кто такой этот ваш FEAT?» (2020), составленным из песен молодых музыкантов. В записи альбома принял участие гитарист и барабанщик Евгений Король. Названием альбома стал номер стационарного телефона в доме, где Екатерина жила до восьми лет.
В состав альбома вошло десять композиций, выдержанных в более тяжёлом и гитарном стиле по сравнению с предыдущим материалом певицы . «Это совсем новый для неё звук, который, признаем, очень ей идёт», — отметили на сайте The Flow. Тексты песен наполнены традиционными для Дакуки сентиментальными любовными историями. Заглавная композиция «31006» записана дуэтом с российским хип-хоп-исполнителем Pyrokinesis. Также в альбом вошла песня «x vs. 3,14», известная по саундтреку к телесериалу «Первые ласточки».

## Критические отзывы
На сайте Srsly альбом получил невысокую оценку — три звезды из пяти. Ксения Киселёва посчитала, что «альбом звучит довольно грубо с частыми и вычурными паническими бриджами», отметила депрессивность пластинки, но выделила с музыкальной точки зрения арт-поп-композицию «Вечер». Музыкальный критик Олег Кармунин обратил внимания на резкую смену жанра, от электронной музыки к гитарным экспериментам: «Это заслуживает уважения, ведь перед нами настоящая поэтесса и художница». Наконец, на сайте газеты «Вести» «31006» включили в число лучших украинских альбомов года. Катерина Абрашина отметила, что несмотря на роковый характер пластинки, она звучит «по-дакуковски»: «Этим релизом Dakooka доказывает, что никакие эксперименты её не только не пугают, а наоборот очень даже удаются».

## Список композиций
| №   | Название                                                            | Длительность |
| --- | ------------------------------------------------------------------- | ------------ |
| 1.  | «Незачем»                                                           | 1:24         |
| 2.  | «Похоронить прошлое»                                                | 3:28         |
| 3.  | «31006» (Dakooka и Pyrokinesis)                                     | 3:40         |
| 4.  | «Смысл»                                                             | 3:14         |
| 5.  | «Тише тише»                                                         | 3:11         |
| 6.  | «Ряд чисел»                                                         | 3:06         |
| 7.  | «Вечер»                                                             | 3:21         |
| 8.  | «Ничего нет»                                                        | 3:13         |
| 9.  | «x vs. 3.14 (хорошо, всё плохо)» (из к/c «Перші ластівки. Zалежні») | 3:42         |
| 10. | «Воронов стая»                                                      | 3:05         |